# Банська-Бела
Банська-Бела (словац. Banská Belá, угор. Bélabánya) — село, громада в окрузі Банська Штявниця, Банськобистрицький край, центральна Словаччина. Кадастрова площа громади — 21,08 км². Населення — 1171 особа (за оцінкою на 31 грудня 2017 р.).
Перша згадка 1228 року.

## Населення
| Рік:            | 1994. | 2004.   | 2014.   | 2024.   |
| --------------- | ----- | ------- | ------- | ------- |
| Кількість осіб: | 1258  | 1234    | 1208    | 1154    |
| Різниця:        |       | -1,90 % | -2,10 % | -4,47 % |

| Рік:            | 2023. | 2024.   |
| --------------- | ----- | ------- |
| Кількість осіб: | 1159  | 1154    |
| Різниця:        |       | -0,43 % |